# Bolgare
Bolgare – miejscowość i gmina we Włoszech, w regionie Lombardia, w prowincji Bergamo.
Według danych na styczeń 2009 gminę zamieszkiwało 5538 osób przy gęstości zaludnienia 659,3 os./1 km².